# Biertan
Biertan (in ungherese Berethalom, in tedesco Birthälm) è un comune della Romania di 2898 abitanti, ubicato nel distretto di Sibiu, nella regione storica della Transilvania.
Il comune è formato dall'unione di tre villaggi: Biertan, Copșa Mare, Richiș.

## Geografia fisica
Biertan si trova in una zona collinare, sulla riva sinistra della Tarnava Grande alla confluenza del torrenti Biertan e Richis attorno ai quali si estende il centro abitato con edifici di matrice sassone, bordeggiate da vigne, culture di granturco e boschi.
Delle quasi 300 chiese fortificate erette tra i secoli XV e XVI, quella di Biertan è fra quelle meglio conservate. Il complesso sorge su una collinetta proprio nel centro del villaggio, fra vigne, culture di granturco e boschi, e venne costruito tra il XV ed il XVI secolo in stile gotico con alcuni elementi rinascimentali. Dal 1993 è stato dichiarato Patrimonio dell'umanità dall' UNESCO.

## Storia
Non lontano di Biertan, in un bosco a circa 5 km, è stato scoperto nel 1775 un donarium attribuito al IV secolo, conosciuto come il Donario di Biertan. Questo oggetto dimostrerebbe l'esistenza di una popolazione cristiana di lingua latina in Dacia dopo il ritiro romano del 275 d.c. e si trova nel Museo Brukenthal di Sibiu. Realizzato in bronzo a forma di labaro, ha l'iscrizione latina EGO ZENOVIUS VOTUM POSVI (Io, Zenovius, ho offerto questo dono).
Si ritiene che il villaggio sia stato fondato fra 1224 e 1283 dai Sassoni transilvani. È cresciuto rapidamente come centro commerciale raggiungendo i cinquemila abitanti all'inizio del sedicesimo secolo. Nel 1572 il prete Lucas Unglerus (originario di Biertan) fu nominato vescovo della Transilvania: Biertan divenne la sede dell'episcopato protestante per tre secoli ed acquistò così un notevole prestigio. La diocesi di Biertan cessò di esistere nel 1867 dopo la morte del vescovo Georg Paul Binder.
Nel 1704, benché dotata di forti difese, la città fu colta di sorpresa e devastata dai ribelli guidati da György Dózsa. Dopo la caduta del muro di Berlino, negli anni novanta del secolo scorso, gran parte della popolazione tedesca, protagonista per secoli della storia di Biertan, si è trasferita in Germania.

## Monumenti e luoghi d'interesse

### La cittadella fortificata

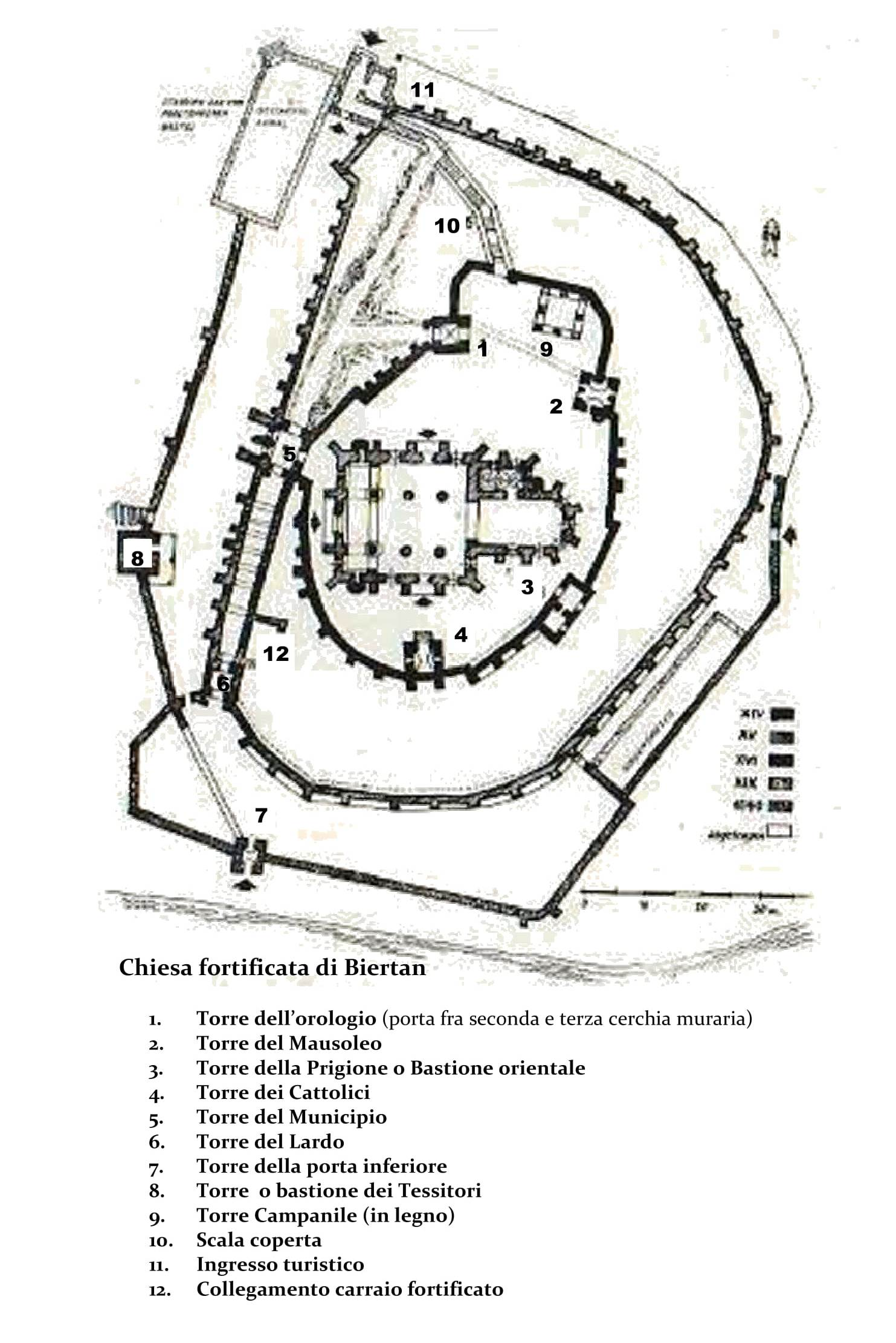
Planimetria della cittadella

Il complesso architettonico, dichiarato patrimonio dell'umanità dall'UNESCO è il più importante e meglio conservato della Transilvania. Vi si accede da una impressionante scalinata coperta di legno risalente al 1795 che sale con serie di sette gradini per circa 100 metri. In cima alle scale, vicino alla chiesa, c'è un grande masso, sul quale veniva legato chi, durante la settimana aveva commesso piccoli reati, in modo da essere visti da tutta la comunità alla messa domenicale. 
La chiesa, costruita fra 1492 e 1516, in stile tardo gotico è dedicata a Santa Maria e ha tre accessi: a ovest, a sud e a nord, questi ultimi destinati ai sacerdoti e alle loro famiglie, ma anche agli anziani e alle occasioni speciali. Il portale principale ad occidente, sempre di forme tardo gotiche, è sormontato dagli stemmi di Ladislao II e Giovanni Zapolya, conduce alle tre navate maestose e voltate a rete. Notevole il pulpito, scolpito dal maestro tagliapietre Ulrich di Brașov 1523; vi sono rappresentate scene del Nuovo Testamento dai particolari architettonici e vegetali molto dettagliati. Il rivestimento di legno policromo è del 1754. Tra i più preziosi della Transilvania gli stalli del coro furono realizzati fra il 1514 e il 1523 da Johannes Reichmuth di Sighișoara, a cui si deve anche la porta della sacrestia 1515 in legno intarsiato e unica nel suo genere per il suo sistemi di chiusura che attiva quattro meccanismi e tredici chiavistelli. Fu esposta e premiata all'Esposizione Universale del 1900 a Parigi. La sacrestia fungeva quindi da forziere e vi sono conservati ancora calici, dipinti ed altri oggetti preziosi. Sull'altare si trova un grande polittico con 28 pannelli realizzato più riprese fra il 1515 e il 1524 da maestri locali influenzati da quelli di Vienna e Norimberga. Le scene rappresentano scene della vita della Madonna e al centro una Crocefissione con la Vergine e la Maddalena che abbracciano la croce, posta dopo la riforma, al posto di una Madonna con Bambino. Da segnalare, infine, l'organo del 1869 dotato di 1290 canne. 
Il complesso, danneggiato da un terremoto nel 1977, è stato oggetto di importanti lavori di consolidamento, in particolare alle arcate portanti. 
Il sistema difensivo si articola su tre cerchie murarie che si sviluppano sulla collina a mo' di spirale, sei torri e tre bastioni, costruite in epoche diverse fra il XIV e il XVI secolo. Le torri erano utilizzate come difesa, deposito e magazzini in epoca di guerra e variamente utilizzate in epoca di pace.
La prima cerchia di mura, la più bassa, ha due torri oltre a bastione di guardia trasformato per l'ingresso turistico. Le torri che insistono su questo mura sono:  

A sud la torre della porta inferiore che permetteva l'ingresso alla cerchia di mura. 

Ad ovest si trova il bastione dei tessitori: oggi è lo studio ed esposizione di un pittore locale. 

La seconda cerchia, con mura alte dai 7 agli 8 metri, delimitava due cortili interni dove la comunità era solita portare i propri animali in caso di pericolo.
Vi si accede da sud con una rampa carraia che parte dalla la così detta torre del lardo dal fatto che, in tempo di assedio, qui erano mantenuti il lardo e gli alimenti.  

Nel mezzo del muro ad ovest, in corrispondenza della porta carraia che collega la parte inferiore con quella di mezzo, si trova la torre del Municipio che ospitava le riunioni del consiglio della città. Appena sotto il tetto si vedono resti di decorazioni.

Il terzo muro, il superiore e più antico, ha quattro tori ed un bastione oltre la torre del Municipio di accesso e in comune con le altre mura. 

A nord sorge la torre dell'orologio del 1508 che, oltre la funzione suggerita dal nome con due campane, funzionava come torre di difesa, dotata di camminamenti e feritoie.

La torre campanile sempre a nord, interamente in legno, fu restaurata nella prima parte del XIX secolo.

A nord est la torre del mausoleo dove, nel 1913, sono state spostate le pietre tombali dei vescovi della diocesi di Biertan ed alcuni parroci. Le lastre sono state realizzate da Nikolaus Elias di Sibiu.
 
Segue ad est il bastione della prigione, dove venivano rinchiusi, a pane e acqua, i coniugi che volevano divorziare con un solo letto singolo, un solo piatto, una sola serie di posate... tutto questo fino a quando non avessero ritrovato la pace coniugale. La leggenda vuole che il sistema funzionasse e solo una coppia non riuscì a riappacificarsi.

A sud troviamo la torre dei Cattolici   simbolo della tolleranza religiosa in un paese spesso trovatosi di fronte a conflitti etnici o religiosi. Quando la maggior parte degli abitanti di Biertan è diventata protestante, questa torre fu eretta per i fedeli cattolici. Sin da 1564 la Transilvania era l'unico paese europeo con almeno 4 confessioni (calvinisti, luterani, antitrinitari, romano-cattolici ma anche ortodossi) dimostrando un certo grado di libertà religiosa. Vi è una cappella affrescata con scene bizantineggianti del Giudizio universale. 

### Immagini della cittadella fortificata

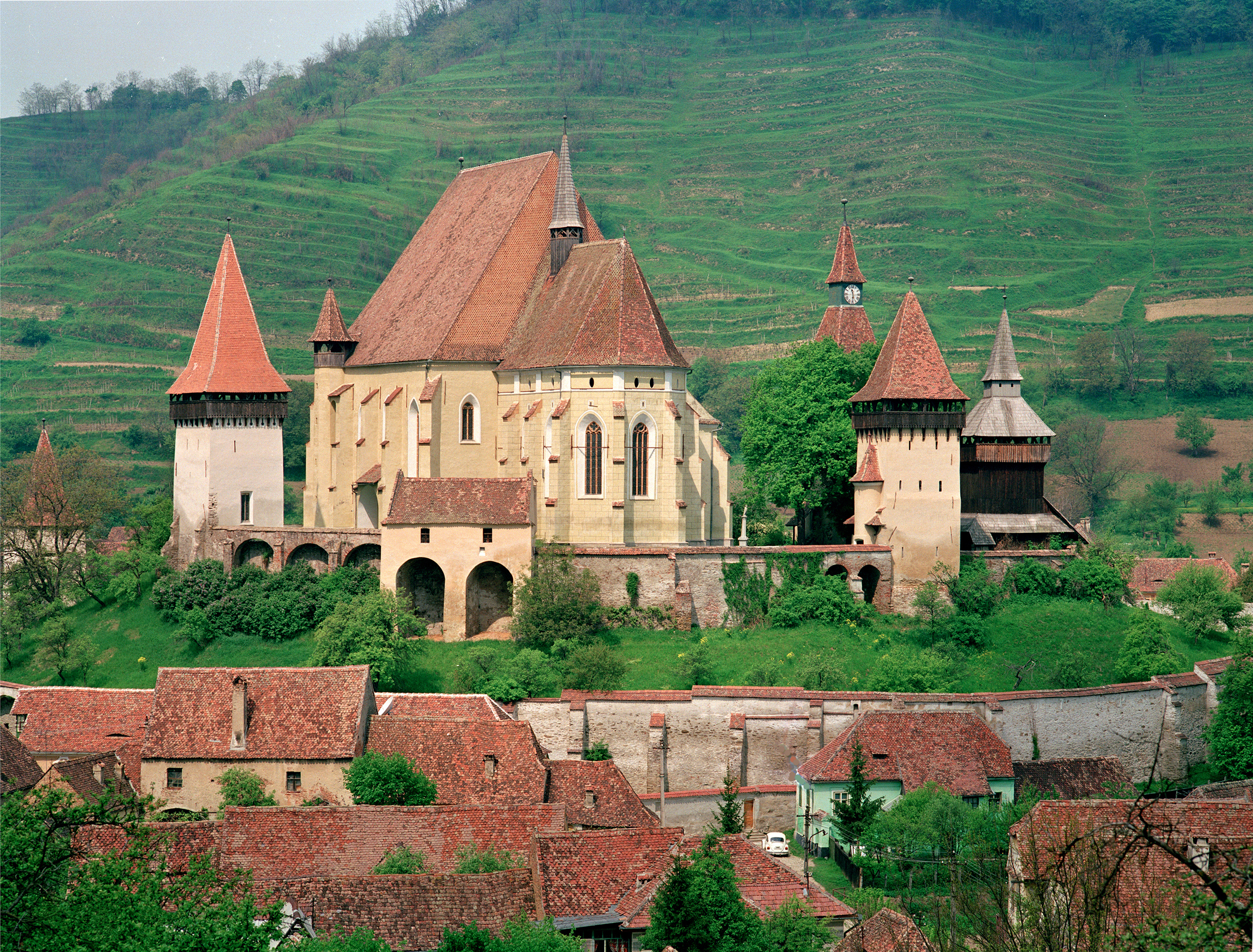
Vista d'insieme della Cittadella
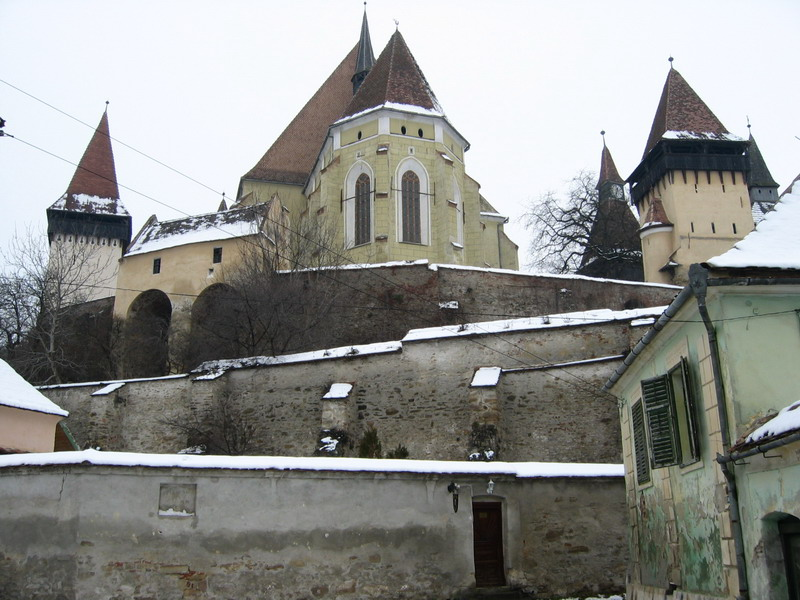
Vista da sud-est della cittadella
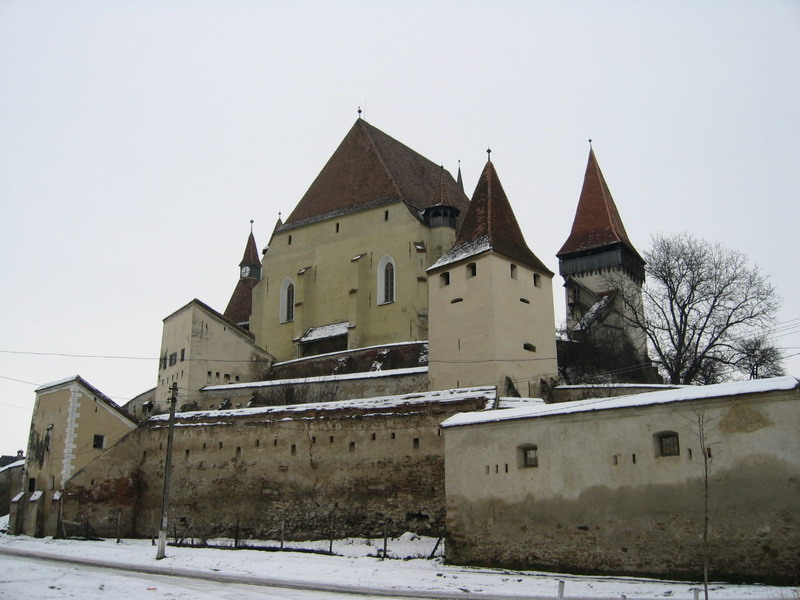
La cittadella da occidente
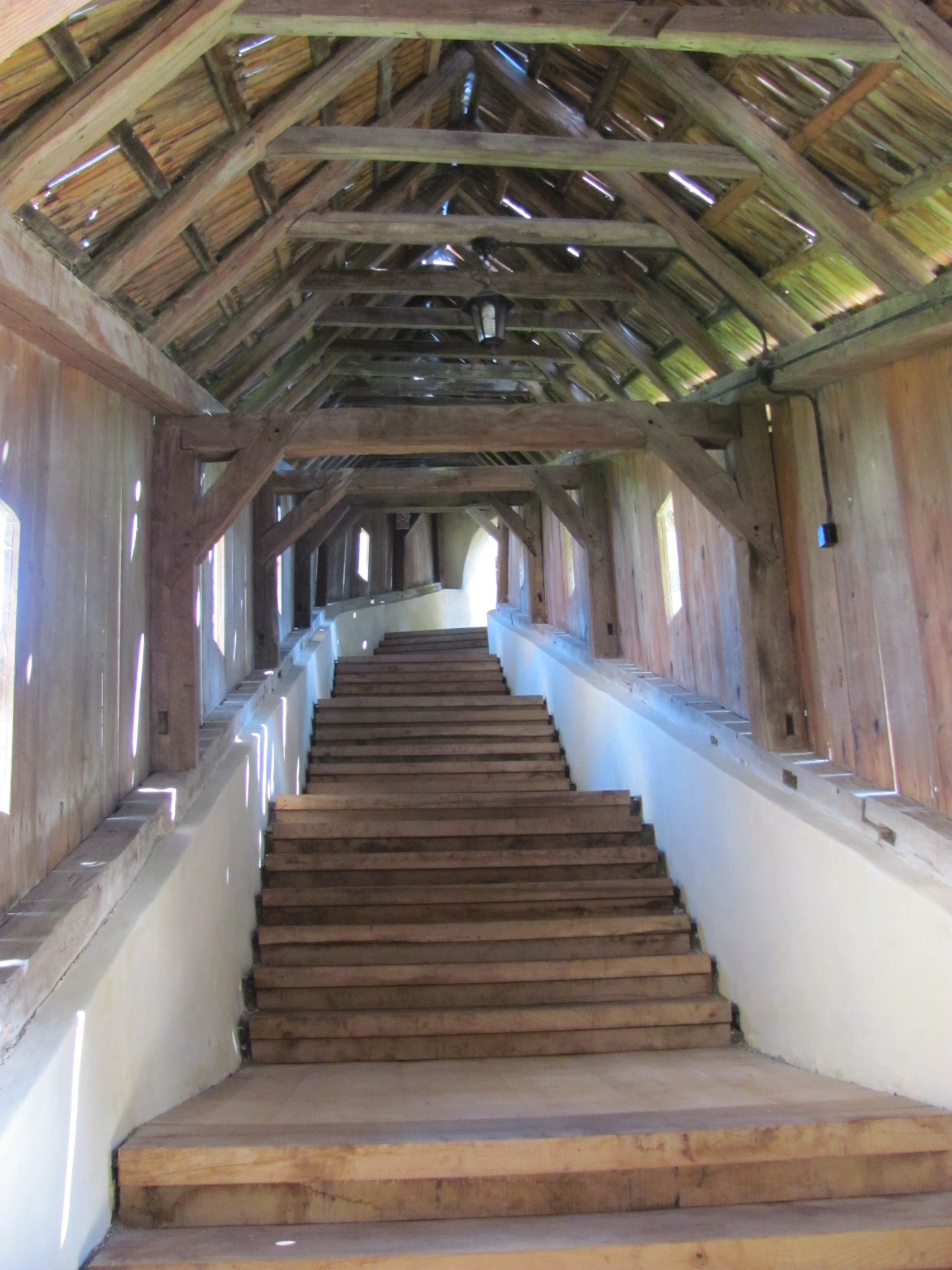
Scala coperta di accesso
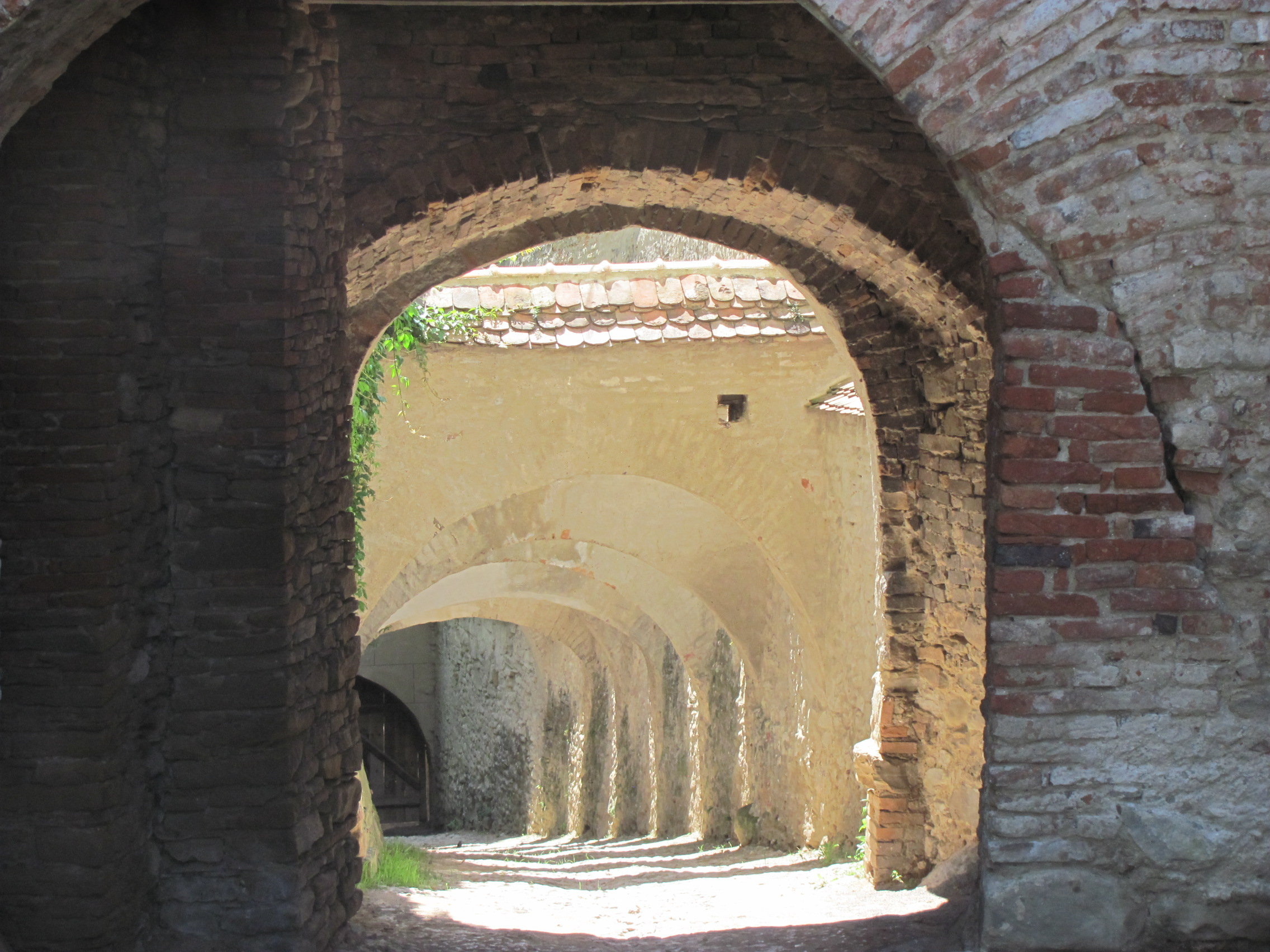
Passaggio carraio fra le mura
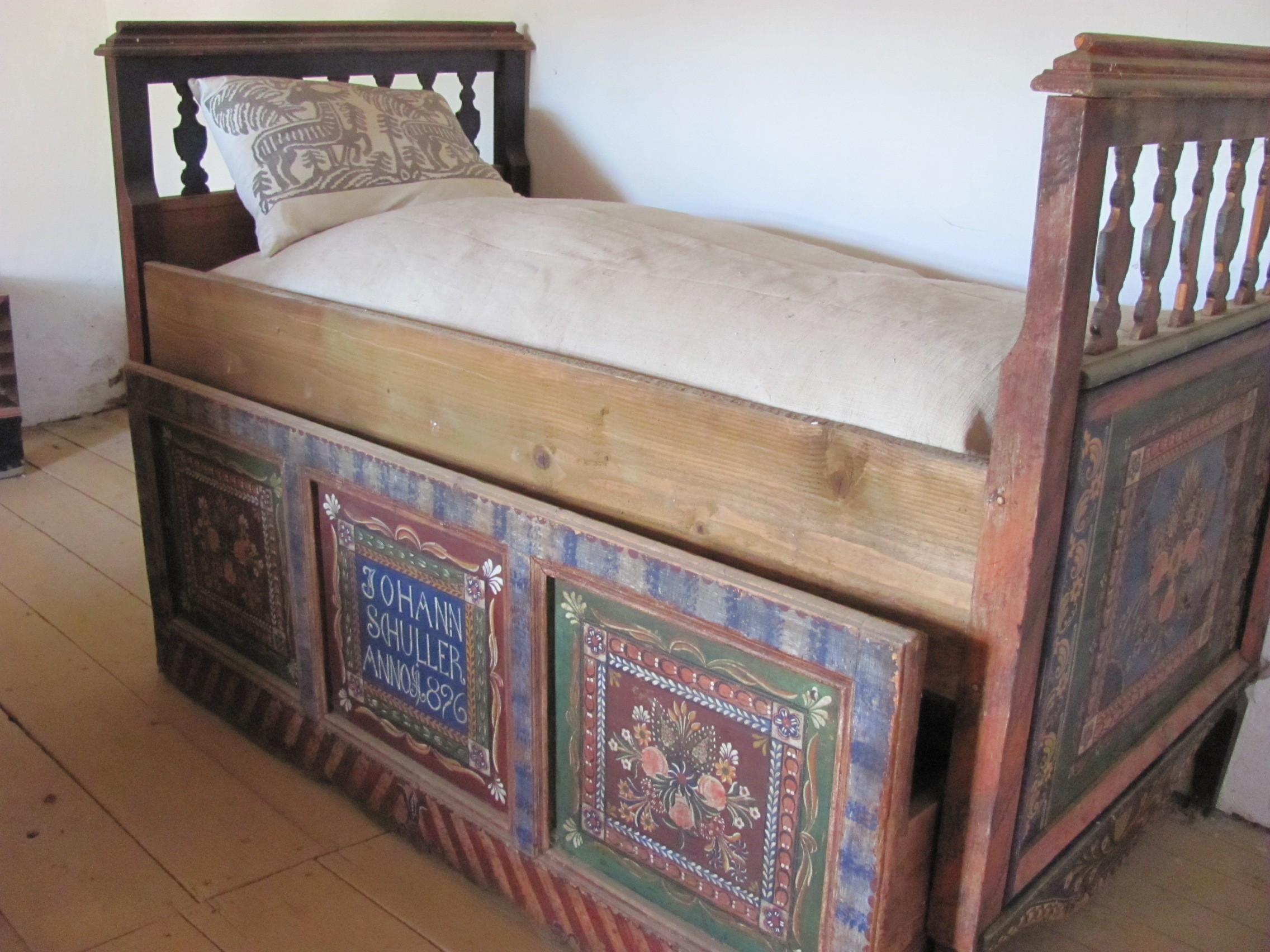
Torre della prigione
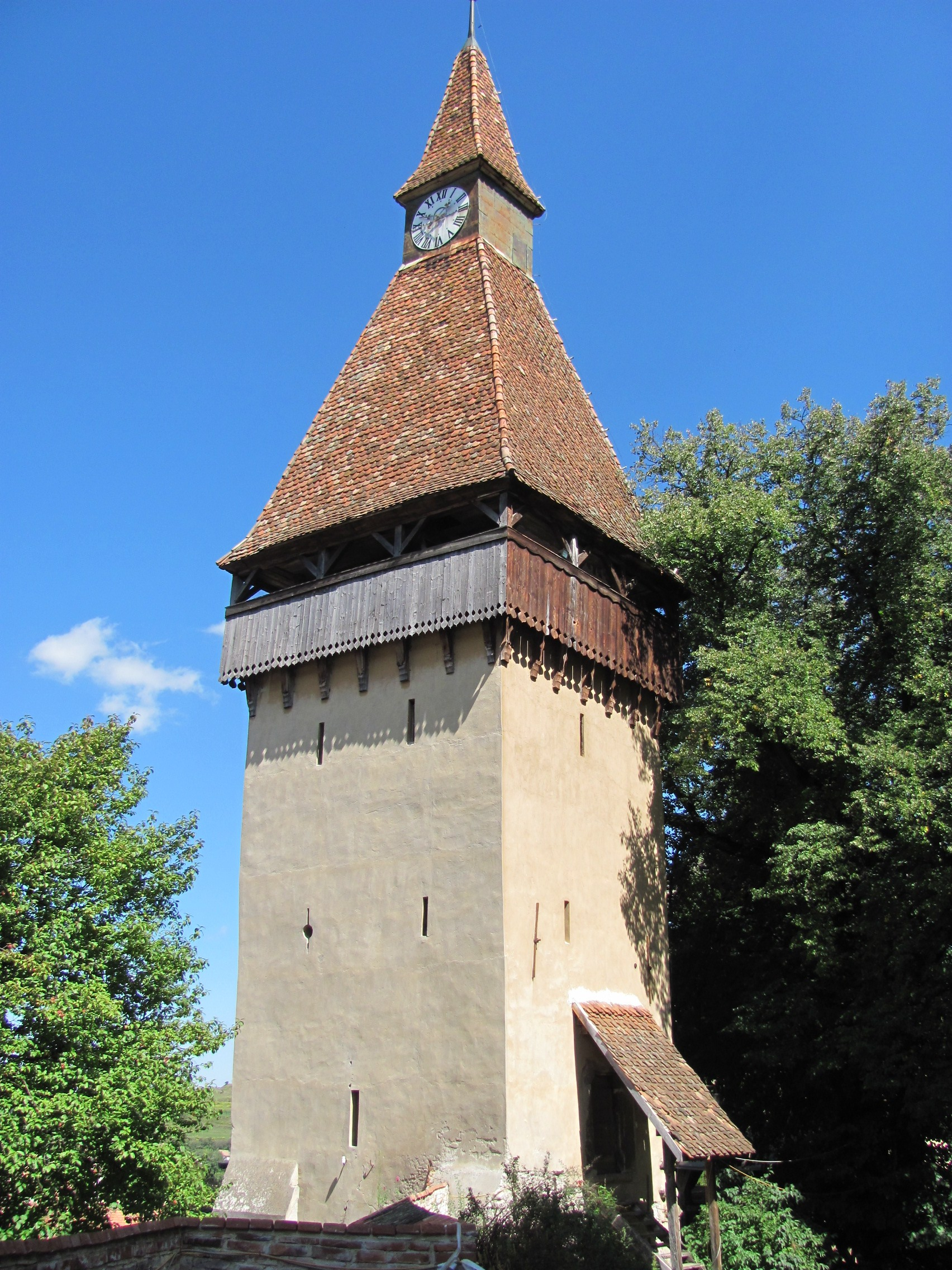
Torre dell'orologio
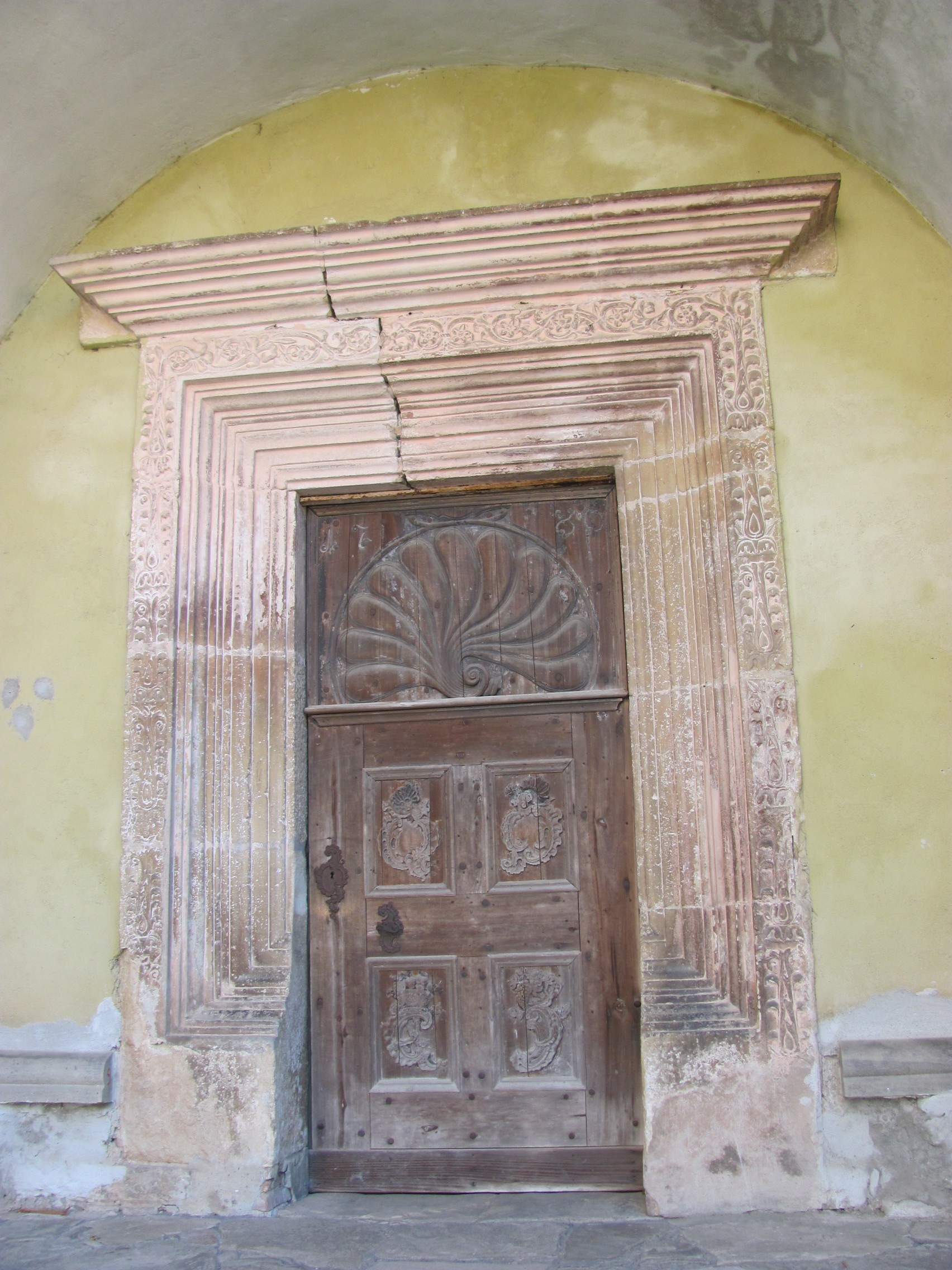
Portale laterale dell chiesa
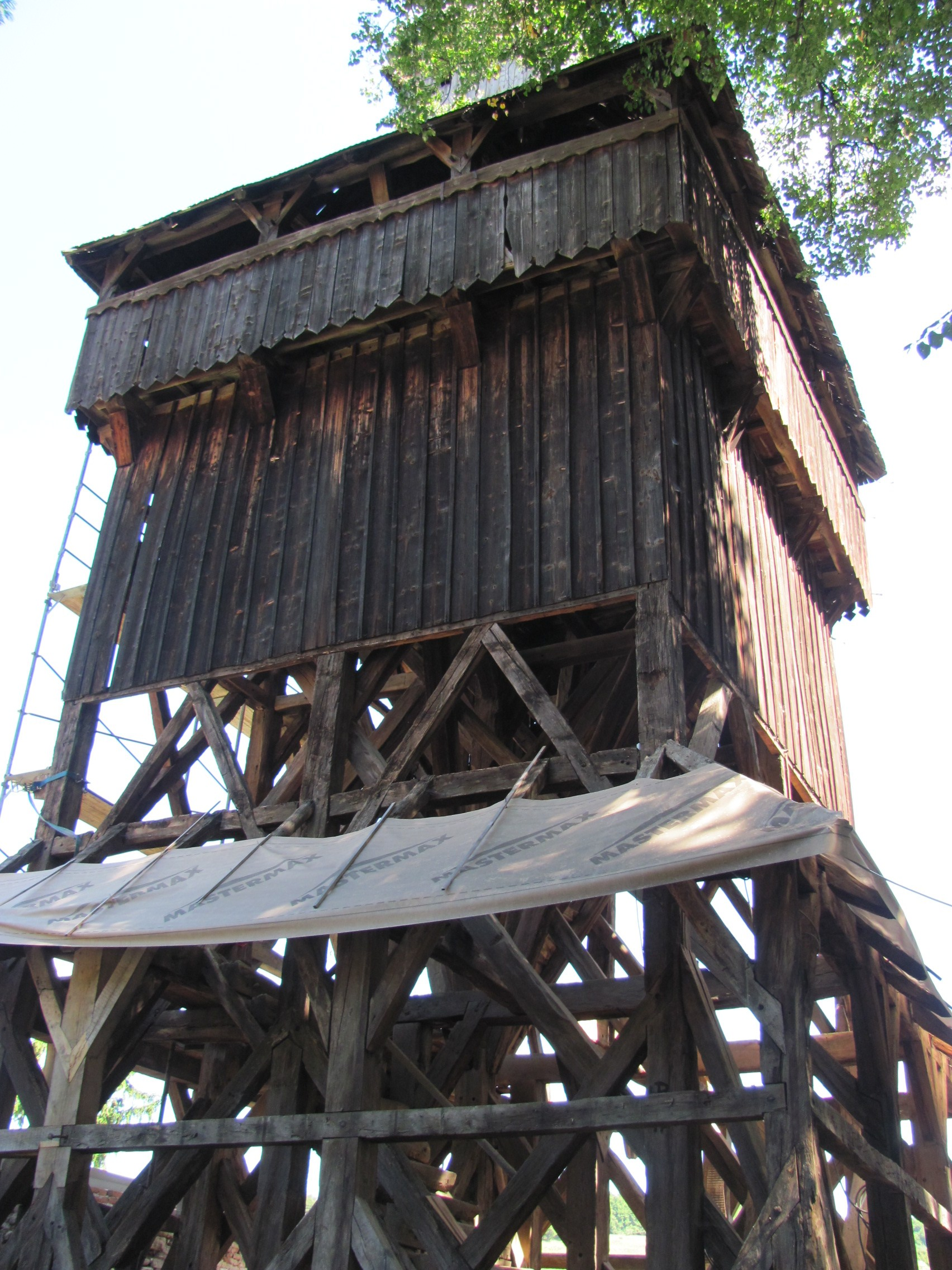
Torre Campanile in legno
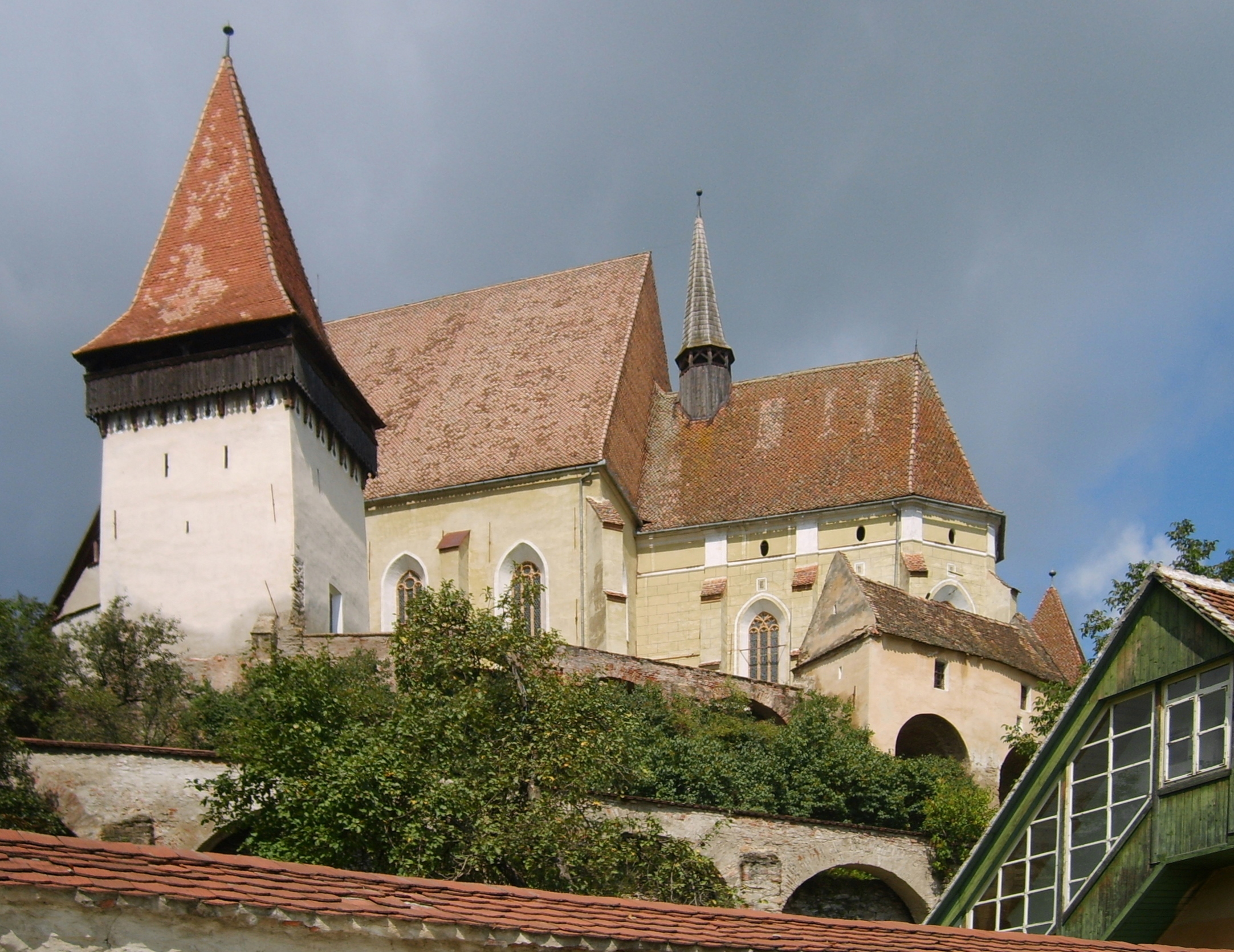
La cittadella dalla piazza di Biertan
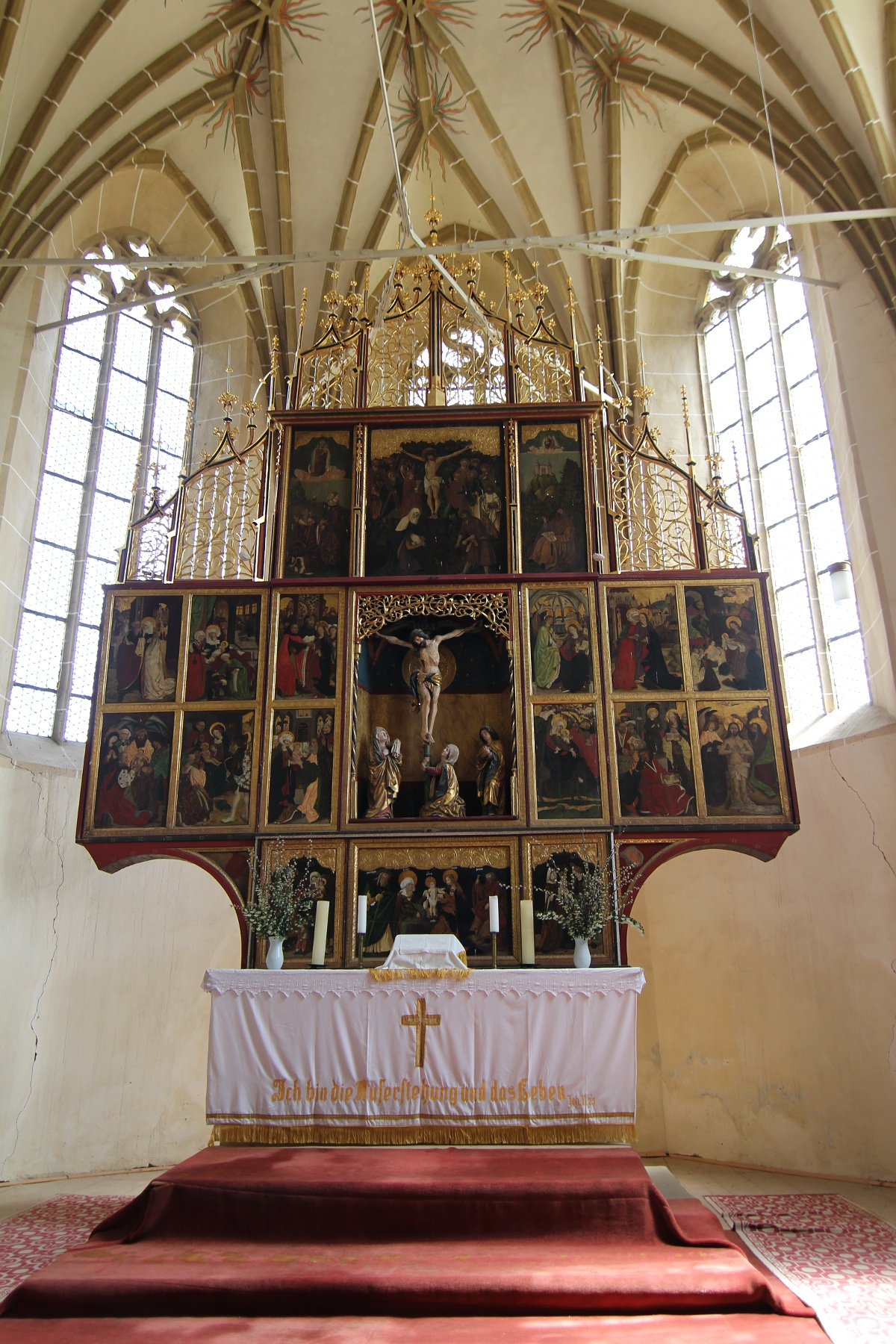
Polittico d'altare
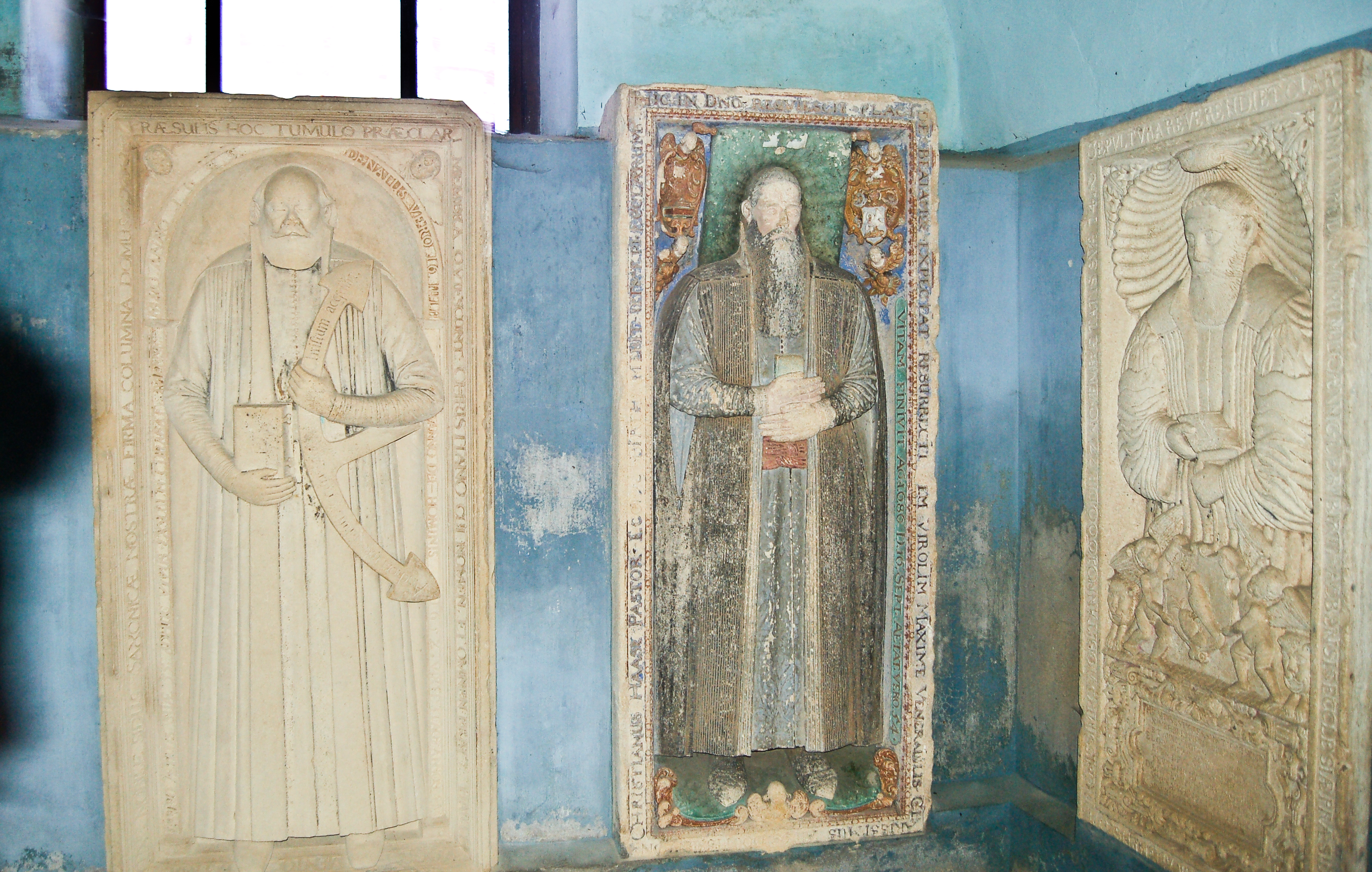
Tore del Mausoleo

### Chiesa fortificata di Richiș

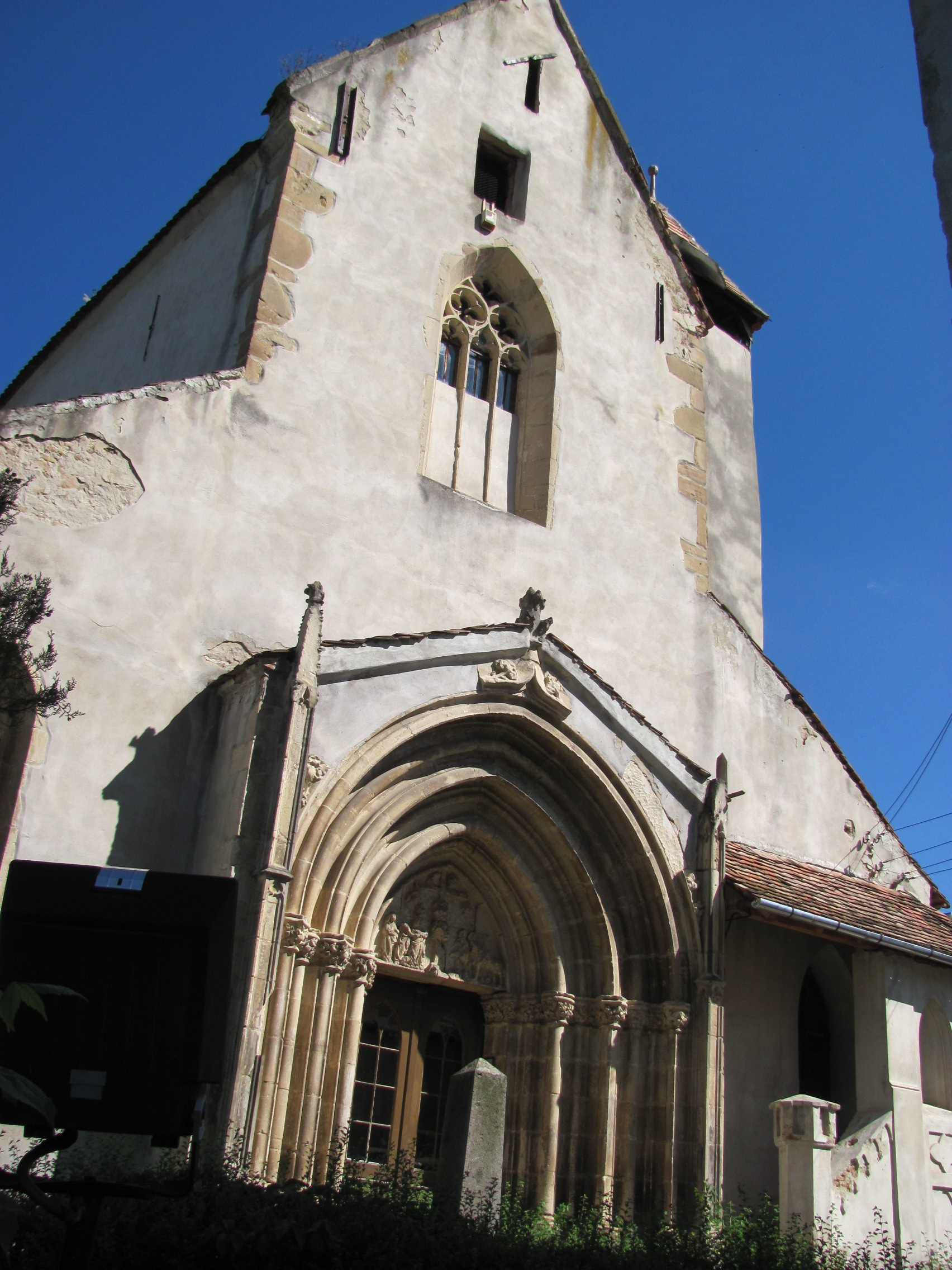
La chiesa di Richis

La chiesa fu costruita nel XIV secolo e dotata di fortificazioni nel corso del XVI secolo. L'edificio gotico è a tre navate separate da massicci pilastri ottagonali con un coro poligonale. Conserva 12 statue, caso piuttosto raro in una chiesa di un piccolo villaggio. Richis sorge a sud del capoluogo sulla provinciale 142F, ai piedi del monte Rätterbarch (m 528).

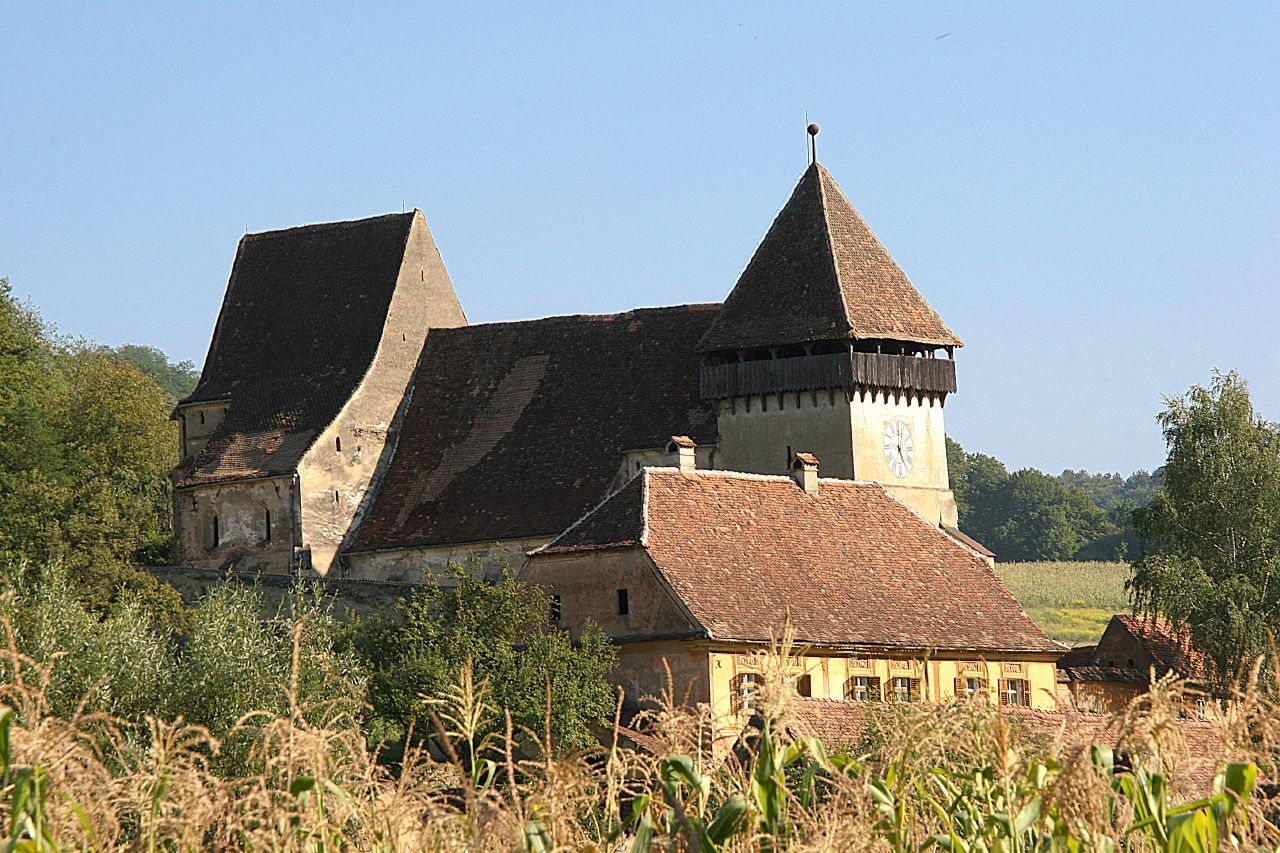
Chiesa fortificata di Copsa Mare.

### Chiesa fortificata di Copsa Mare
Il villaggio sorge ad est di Biertan e conserva una singolare chiesa fortificata eretta fra il 1330 e il 1350. Fra la fine del XV secolo e il 1519 la chiesa fu rifatta e dotata di fortificazioni quadrilatere merlate con due torri, delle quali sussiste solo quella a nord-est. In quella occasione fu elevato e rinforzato con contrafforti uniti da archi anche il coro che, per la conformazione del terreno, si trovava nel punto più elevato. La chiesa di stile gotico ha tre navate divise da colonne ed un altare neoclassico del 1854. La possente torre, che si alza verso occidente, ha un tetto a piramide con camminamenti lignei sporgenti e una campana datata 1550.